# یواس‌اس پراجکت (ای‌ام-۲۷۸)
یواس‌اس پراجکت (ای‌ام-۲۷۸) (به انگلیسی: USS Project (AM-278)) یک کشتی بود که طول آن ۱۸۴ فوت ۶ اینچ (۵۶٫۲۴ متر) بود. این کشتی در سال ۱۹۴۳ ساخته شد.